# شهرستان شلیشر
شهرستان شلیشر (به انگلیسی: Schleicher County) یک شهرستان‌های تگزاس در ایالات متحده آمریکا است که در تگزاس واقع شده‌است. شهرستان شلیشر ۳٬۳۹۵٫۴۹ کیلومتر مربع مساحت دارد.